# Аксьон директ
Пряма дія (фр. Action directe) — французька ліворадикальна організація, дотримувалася анархо-комуністичної та автономістської ідеології. Здійснила серію експропріацій, вбивств і терористичних атак у Франції в проміжок між 1979—1987 роками. З'явилася в ході об'єднання Нової армії за народну автономію і Груп революційної інтернаціональної дії. Свою назву організація взяла від політичної теорії прямої дії.

## Історія
Аксьон директ була створено в 1977 на основі двох інших груп: GARI (Групи Революційних Інтернаціоналістів) і NAPAP ((Збройні Групи за Народне Самоврядування (незалежність)). Засноване воно було як «військово-політична частина автономістського руху». У 1979 році вона переросла в повстанську організацію, яка діяла в рамках міської партизанської війни і проводила напади на можновладців, за переконаннями членів організації, в боротьбі проти імперіалізму. Вони розглядали свою боротьбу як «пролетарську самооборону». Група була оголошена поза законом у 1984 році. В серпні 1985 Аксьон директ об'єдналась з німецькою Фракцією Червоної Армії (RAF).

## Акції
Аксьон директ вчинила близько 50 відсотків акцій (в основному вибухів бомб без жертв), зокрема:
- 1 травня 1979 року — збройний напад (з кулеметом) на Державну Профспілку Французьких Підприємців
- 16 березня 1980 року — вибух будівлі DST в Парижі.
- 28 серпня 1980 року — пограбування філії банку Crédit Lyonnais в Парижі.
- 6 грудня 1980 року — вибух бомби в аеропорту « Орлі» (8 осіб поранено).
- 30 вересня 1983 року — вибух на міжнародній виставці в Марселі. 1 людина вбита, 26 поранені.
- 25 січня 1985 року — перед своїм будинком в Ля Селль-Сен-Клу убитий генерал Рене Одран, відповідальний за постачання зброї Саддаму Хусейну під час ірано-іракської війни.
- 8 серпня 1985 року — підрив замінованого автомобіля перед американською авіабазою Рейн-Мейн поблизу Вісбадена. 3 людини загинули, 20 поранені. Це єдина акція, проведена спільно з RAF.
- 17 листопада 1986 року — на паризькій вулиці убитий Жорж Бесс, директор автоконцерну Renault.

Також мали місце атаки на урядові будівлі, агентства управління нерухомістю, армійські частини, військово-промислові комплекси, здійснювались акції проти ізраїльського уряду. Аксьон директ досить щільно співпрацювала з RAF, наприклад, 15 січня 1986 року два угруповання спільно опублікували свій програмний документ «Основні завдання комуністичної герильї в Західній Європі».

## Переслідування владою і розгром угруповання
Соціалістичний уряд Міттерана з самого початку не надавав значення Аксьон директ, стверджуючи, що у Франції, на відміну від ФРН, немає серйозних протиріч між державною політикою та лівими радикалами. У 1981 році була проведена амністія для лівих і анархістів, по якій на свободу серед інших вийшов і Жан-Марк Руйя (Jean-Marc Rouillan), один з лідерів Аксьон директ.
Однак з 1985 року французький уряд взявся за Аксьон директ всерйоз. 21 лютого 1987 року в сільському будиночку біля Орлеана були заарештовані лідери і активісти угруповання: Жан-Марк Руйя, Наталі Менігон (Nathalie Ménigon), Режі Шлейхер (Régis Schleicher), Жоель Оброн(Joëlle Aubron) і Жорж Сіпріані (Georges Cipriani).
Через 9 місяців, 27 листопада 1987 року, в Ліоні був заарештований Макс Фреро (Max Frérot).
Всі активісти були засуджені до довічного ув'язнення. Вони містилися в дуже суворих умовах, у повній ізоляції (на кожного ув'язненого відводився цілий поверх). Це призвело в 2001 році до голодування, після чого в'язні змогли отримати доступ до медичної допомоги. У 2004 році за станом здоров'я була звільнена Жоель Оброн (померла від раку в 2006 році). У грудні 2007 Руйяну було дозволено залишати в'язницю на деякий час. У вересні 2008 року Паризький суд анулював цей статус після того як він в одному з інтерв'ю заявив: «Я залишаюся глибоко переконаним в тому, що збройна боротьба є необхідною в певні моменти революційного процесу». У 2008 році на свободу вийшла Менігон, в 2010 — Фрера і Шлейхер, в 2011 — Сіпріані і, нарешті, в 2012 році — Руйя, який так і не «розкаявся».

## Книги
- Jean-Marc Rouillan. Je hais les matins. Denoël, 2001.